# Чемпионат Европы по международным шашкам среди женщин
Чемпионат Европы по международным шашкам среди женщин — соревнование, проводимое под эгидой Международной федерации шашек ФМЖД,  а также Европейской конфедерацией шашек. Первый чемпионат состоялся в 2000 году в Запорожье, Украина. Его выиграла представительница России Тамара Тансыккужина. Проводится раз в два года по швейцарской системе. С 2008 года в программу чемпионатов включены соревнования с укороченным контролем времени в формате блиц, а с 2012 года в формате быстрые шашки (рапид).
В 2016 и 2018 годах проводились соревнования в формате суперблиц.
В 2020 году турнир не проводился из-за пандемии коронавируса. По политическим причинам с 2022 года спортсменки России и Белоруссии не были допущены на чемпионат.
Самая титулованная во всех программах - Тамара Тансыккужина (8 титулов), далее - Виктория Мотричко, Зоя Голубева, Наталья Садовская (6 титулов), Дарья Ткаченко (5 титулов), Матрёна Ноговицына (3 титула).

## Основная программа
| Призёры Чемпионатов Европы по международным шашкам | Призёры Чемпионатов Европы по международным шашкам | Призёры Чемпионатов Европы по международным шашкам | Призёры Чемпионатов Европы по международным шашкам | Призёры Чемпионатов Европы по международным шашкам | Призёры Чемпионатов Европы по международным шашкам |                                  |
| -------------------------------------------------- | -------------------------------------------------- | -------------------------------------------------- | -------------------------------------------------- | -------------------------------------------------- | -------------------------------------------------- | -------------------------------- |
| Номер                                              | Год                                                | Место                                              | Золото                                             | Серебро                                            | Бронза                                             | Форма соревнований               |
| 1                                                  | 2000                                               | Запорожье,                                         | Тамара Тансыккужина                                | Ольга Балтажи                                      | Ольга Камышлеева                                   | швейцарская система 16 участниц  |
| 2                                                  | 2002                                               | Вильнюс,                                           | Татьяна Чуб                                        | Ольга Балтажи                                      | Елена Мильшина                                     | швейцарская система 40 участниц  |
| 3                                                  | 2004                                               | Млава,                                             | Дарья Ткаченко                                     | Елена Мильшина                                     | Матрёна Ноговицына                                 | швейцарская система 30 участниц  |
| 4                                                  | 2006                                               | Бовец,                                             | Дарья Ткаченко                                     | Нина Хукман-Янковская                              | Тамара Тансыккужина                                | швейцарская система 25 участниц  |
| 5                                                  | 2008                                               | Таллин,                                            | Тамара Тансыккужина                                | Дарья Ткаченко                                     | Матрёна Ноговицына                                 | швейцарская система 48 участниц  |
| 6                                                  | 2010                                               | Семпульно-Краеньске,                               | Зоя Голубева                                       | Тамара Тансыккужина                                | Наталья Садовска                                   | швейцарская система 22 участницы |
| 7                                                  | 2012                                               | Эммен,                                             | Зоя Голубева                                       | Нина Хукман-Янковская                              | Айыына Собакина                                    | швейцарская система 34 участницы |
| 8                                                  | 2014                                               | Таллин,                                            | Ольга Балтажи                                      | Тамара Тансыккужина                                | Зоя Голубева                                       | швейцарская система 43 участницы |
| 9                                                  | 2016                                               | Измир,                                             | Айгуль Идрисова                                    | Ксения Нахова                                      | Матрёна Ноговицына                                 | швейцарская система 29 участниц  |
| 10                                                 | 2018                                               | Москва,                                            | Матрёна Ноговицына                                 | Наталья Шестакова                                  | Елена Мильшина                                     | швейцарская система 47 участниц  |
| 11                                                 | 2022                                               | Кортрейк,                                          | Наталья Садовская                                  | Марта Банковска                                    | Виктория Мотричко                                  | швейцарская система 20 участниц  |
| 12                                                 | 2024                                               | Кьянчано-Терме,                                    | Виктория Мотричко                                  | Дарья Ткаченко                                     | Наталья Садовская                                  | швейцарская система 24 участницы |

### Рапид
| Призёры Чемпионатов Европы по международным шашкам (блиц) | Призёры Чемпионатов Европы по международным шашкам (блиц) | Призёры Чемпионатов Европы по международным шашкам (блиц) | Призёры Чемпионатов Европы по международным шашкам (блиц) | Призёры Чемпионатов Европы по международным шашкам (блиц) | Призёры Чемпионатов Европы по международным шашкам (блиц) |                                             |
| --------------------------------------------------------- | --------------------------------------------------------- | --------------------------------------------------------- | --------------------------------------------------------- | --------------------------------------------------------- | --------------------------------------------------------- | ------------------------------------------- |
| Номер                                                     | Год                                                       | Место                                                     | Золото                                                    | Серебро                                                   | Бронза                                                    | Форма соревнований                          |
| 1                                                         | 2012                                                      | Таллин,                                                   | Тамара Тансыккужина                                       | Айыына Собакина                                           | Ника Леопольдова                                          | швейцарская система                         |
| 2                                                         | 2013                                                      | Бовец,                                                    | Айгуль Идрисова                                           |                                                           |                                                           |                                             |
| 3                                                         | 2014                                                      | Прага,                                                    | Виктория Мотричко                                         | Тамара Тансыккужина                                       | Людмила Литвиненко                                        | круговая система 10 участниц                |
| 4                                                         | 2015                                                      | Баколи,                                                   | Наталья Садовска                                          | ФМЖД Дарья Ткаченко                                       | Зоя Голубева                                              | швейцарская система 18 участниц             |
| 5                                                         | 2016                                                      | Измир,                                                    | Тамара Тансыккужина                                       | Наталья Шестакова                                         | Дарья Федорович                                           | швейцарская система 27 участниц             |
| 6                                                         | 2017                                                      | Карпач,                                                   | Аяника Кычкина                                            | Наталья Садовская                                         | Виктория Мотричко                                         | швейцарская система 21 участница из 7 стран |
| 7                                                         | 2018                                                      | Нетания,                                                  | Зоя Голубева                                              | Ольга Федорович                                           | Матрёна Ноговицына                                        | швейцарская система 18 участниц             |
| 8                                                         | 2019                                                      | Нетания,                                                  | Виктория Мотричко                                         | Ольга Федорович                                           | Тунаара Фёдорова                                          | швейцарская система 26 участниц             |
| 9                                                         | 2021                                                      | Кьянчано-Терме,                                           | Виктория Мотричко                                         | Матрёна Ноговицына                                        | Ольга Федорович                                           | швейцарская система 35 участниц из 9 стран  |
| 10                                                        | 2022                                                      | Хейкен,                                                   | Наталья Садовская                                         | Марта Банковска                                           | Виктория Мотричко                                         | круговая система 9 участниц из 4 стран      |
| 11                                                        | 2023                                                      | Бейлен,                                                   | Дарья Ткаченко                                            | Наталья Садовская                                         | Вера Попруга                                              | круговая система 9 участниц из 6 стран      |
| 12                                                        | 2024                                                      | Кьянчано-Терме,                                           | Зоя Голубева                                              | Елена Короткая                                            | Лиса Схолтенс                                             | швейцарская система 25 участниц из 8 стран  |
| 13                                                        | 2025                                                      | Брюссель,                                                 | Наталья Садовская                                         | Анастасия Глушко                                          | Виктория Мотричко                                         | швейцарская система 18 участниц из 7 стран  |

### Блиц
| Призёры Чемпионатов Европы по международным шашкам (блиц) | Призёры Чемпионатов Европы по международным шашкам (блиц) | Призёры Чемпионатов Европы по международным шашкам (блиц) | Призёры Чемпионатов Европы по международным шашкам (блиц) | Призёры Чемпионатов Европы по международным шашкам (блиц) | Призёры Чемпионатов Европы по международным шашкам (блиц) |                                         |
| --------------------------------------------------------- | --------------------------------------------------------- | --------------------------------------------------------- | --------------------------------------------------------- | --------------------------------------------------------- | --------------------------------------------------------- | --------------------------------------- |
| Номер                                                     | Год                                                       | Место                                                     | Золото                                                    | Серебро                                                   | Бронза                                                    | Форма соревнований                      |
| 1                                                         | 2008                                                      | Варна,                                                    | Тамара Тансыккужина                                       | Ольга Балтажи                                             | Зоя Голубева                                              | двухкруговой турнир 6 участниц          |
| 2                                                         | 2009                                                      | Стокгольм,                                                | Наталья Шестакова                                         | Ирина Платонова                                           | Олеся Абдуллина                                           | круговой турнир                         |
| 3                                                         | 2010                                                      | Вильнюс,                                                  | Тамара Тансыккужина                                       | Ирина Платонова                                           | Зоя Голубева                                              | круговой турнир                         |
| 4                                                         | 2011                                                      | Таллин,                                                   | Тамара Тансыккужина                                       | Виктория Мотричко                                         | Нина Хукман                                               | круговой турнир                         |
| 5                                                         | 2012                                                      | Стокгольм,                                                | Матрёна Ноговицына                                        | Тамара Тансыккужина                                       | Ольга Балтажи                                             | двухкруговой турнир 12 участниц         |
| 6                                                         | 2013                                                      | Будапешт,                                                 | Дарья Ткаченко                                            | Виктория Мотричко                                         | Айгуль Идрисова                                           | двухкруговой турнир 7 участниц          |
| 7                                                         | 2014                                                      | Таллин,                                                   | Матрёна Ноговицына Тамара Тансыккужина                    | ---------                                                 | Ирина Платонова                                           | швейцарская система 44 участницы        |
| 8                                                         | 2015                                                      | Канны,                                                    | Зоя Голубева                                              | Матрёна Ноговицына                                        | Тамара Тансыккужина                                       | круговая система 12 участниц            |
| 9                                                         | 2016                                                      | Измир,                                                    | Матрёна Ноговицына                                        | Дарья Ткаченко                                            | Наталья Шестакова                                         | швейцарская система 26 участниц         |
| 10                                                        | 2017                                                      | Канны,                                                    | Наталья Шестакова                                         | Виктория Мотричко                                         | Анна Чупрова                                              | круговой турнир 8 участниц              |
| 11                                                        | 2018                                                      | Нетания,                                                  | Виктория Мотричко                                         | Айгуль Идрисова                                           | Ольга Федорович                                           | швейцарская система 18 участниц         |
| 12                                                        | 2019                                                      | Нетания,                                                  | Виктория Мотричко                                         | Елена Чеснокова                                           | Матрёна Ноговицына                                        | швейцарская система 22 участницы        |
| 13                                                        | 2021                                                      | Кьянчано-Терме,                                           | Айгуль Идрисова                                           | Ольга Балтажи                                             | Наталья Садовская                                         | швейцарская система 32 участницы        |
| 14                                                        | 2022                                                      | Хейкен,                                                   | Наталья Садовская                                         | Виктория Мотричко                                         | Марта Банковска                                           | круговая система 10 участниц из 4 стран |
| 15                                                        | 2023                                                      | Бейлен,                                                   | Наталья Садовская                                         | Лайма Адлите                                              | Марейке Курс                                              | круговая система 7 участниц из 6 стран  |
| 16                                                        | 2024                                                      | Кьянчано-Терме,                                           | Дарья Ткаченко                                            | Марта Банковска                                           | Наталья Садовская                                         | швейцарская система 25 участниц         |
| 17                                                        | 2025                                                      | Брюссель,                                                 | Зоя Голубева                                              | Марта Банковска                                           | Виктория Мотричко                                         | швейцарская система 18 участниц         |

### Суперблиц
| Призёры Чемпионатов Европы по международным шашкам (суперблиц) | Призёры Чемпионатов Европы по международным шашкам (суперблиц) | Призёры Чемпионатов Европы по международным шашкам (суперблиц) | Призёры Чемпионатов Европы по международным шашкам (суперблиц) | Призёры Чемпионатов Европы по международным шашкам (суперблиц) | Призёры Чемпионатов Европы по международным шашкам (суперблиц) |                                 |
| -------------------------------------------------------------- | -------------------------------------------------------------- | -------------------------------------------------------------- | -------------------------------------------------------------- | -------------------------------------------------------------- | -------------------------------------------------------------- | ------------------------------- |
| Номер                                                          | Год                                                            | Место                                                          | Золото                                                         | Серебро                                                        | Бронза                                                         | Форма соревнований              |
| 1                                                              | 2016                                                           | Измир,                                                         | Матрёна Ноговицына                                             | Дарья Ткаченко                                                 | Тамара Тансыккужина                                            | швейцарская система 18 участниц |
| 2                                                              | 2018                                                           | Москва,                                                        | Матрёна Ноговицына                                             | Наталья Шестакова                                              | Елена Мильшина                                                 | швейцарская система 39 участниц |